# Biskupijska klasična gimnazija Ruđera Boškovića u Dubrovniku
Biskupijska klasična gimnazija Ruđera Boškovića privatna je škola s pravom javnosti u Dubrovniku. Utemeljitelj je škole Dubrovačka biskupija pod čijom se upravom nalazi i danas. U sklopu škole djeluje i Biskupijsko sjemenište.
Nastava se odvija prema planu i programu koji je predviđen za klasične gimnazije u Hrvatskoj što uključuje učenje latinskog i starogrčkog jezika tijekom sva četiri razreda.
Ova je srednjoškolska ustanova jedina klasična gimnazija u Dubrovačko-neretvanskoj županiji. Ima četiri razredna odjeljenja, za svaki razred po jedno.

## Povijest
Zgrada današnje Klasične gimnazije je izgrađena krajem 17. stoljeća, kao isusovačko učilište, pod nazivom Collegium Ragusinum (Dubrovački kolegij). Osnivačem se smatra Marin Gundulić koji je veći dio svojeg imetka ostavio za izgradnju i održavanje škole. Uz kompleks kolegija izgrađena je i crkva sv. Ignacija. Njegov osnutak bio je značajan za Dubrovačku Republiku jer je tim činom postala neovisna od talijanskih studija. Najznačajniji polaznik Kolegija bio je Ruđer Bošković, znameniti dubrovački znanstvenik iz 18. stoljeća. Kad je isusovački red 1773. ukinut, zgradu su preuzeli pijaristi koji su tamo osnovali Zavod za javnu nastavu. Ondje je djelovao poznati hrvatski rječničar Franjo Marija Appendini. Napoleonova je vojska 1806. godine zgradu prenamijenila u vojnu bolnicu, a nakon toga više je puta mijenjala funkciju.
Godine 1941. dubrovački je biskup u nju preselio sjemenište i utemeljio klasičnu gimnaziju. Ta je škola 1991. godine, odlukom Ministarstva prosvjete i kulture, stekla pravo javnosti i time je postala regularna obrazovna ustanova otvorena ne samo za članove sjemeništa, nego i za ostale učenike.

## Ime i dan škole
Dubrovačka klasična gimnazija dobila je ime po Ruđeru Boškoviću, najpoznatijem polazniku Dubrovačkog kolegija, u čijoj se zgradi danas nalazi Biskupijska klasična gimnazija. Boškovićev rođendan, 18. svibnja, proglašen je Danom škole. 

## Vanjske poveznice
- Službena stranica